# Meridiano 116 E

O meridiano 116 E é um meridiano que, partindo do Polo Norte, atravessa o Oceano Ártico, Ásia, Oceano Índico, Australásia, Oceano Antártico, Antártida e chega ao Polo Sul. Forma um círculo máximo com o Meridiano 64 W.
Começando no Polo Norte, o meridiano 116º Este tem os seguintes cruzamentos:
| País, território ou mar | Notas |
| ----------------------- | --- |
| Oceano Ártico           | |
| Mar de Laptev           | |
| Rússia                  | Iacútia - Ilha Peschanyy |
| Mar de Laptev           | |
| Rússia                  | Iacútia Oblast de Irkutsk Buriácia Oblast de Irkutsk Krai de Zabaykalsky Buriácia Krai de Zabaykalsky                                         |
| Mongólia                | |
| China                   | Mongólia Interior |
| Mongólia                | |
| China                   | Mongólia Interior Hebei Pequim - Passa a oeste de Pequim Hebei Shandong Henan Shandong Henan Anhui Hubei Anhui Hubei Jiangxi Fujian Guangdong |
| Mar da China Meridional | Passa nas Ilhas Spratly, disputadas entre China e Vietname                                                                                    |
| Malásia                 | Sabah, na ilha de Bornéu |
| Indonésia               | Ilha de Bornéu |
| Mar de Java             | Passa a oeste da Ilha Laut, Indonésia · Passa a leste das Ilhas Kangean, Indonésia                                                            |
| Mar de Bali             | |
| Indonésia               | Ilha de Lombok |
| Oceano Índico           | |
| Austrália               | Austrália Ocidental - Passa a leste de Perth                                                                                                  |
| Oceano Índico           | |
| Austrália               | Austrália Ocidental |
| Oceano Índico[1][2]     | |
| Oceano Antártico        | |
| Antártida               | Território Antártico Australiano, reclamado pela Austrália                                                                                    |